# شامة (مبين)

تعديل مصدري - تعديل

شامة هي إحدى قرى عزلة الجبر بمديرية مبين التابعة لمحافظة حجة، بلغ تعداد سكانها 1207 نسمة حسب تعداد اليمن لعام 2004.